# 128348 Jasonleonard
128348 Jasonleonard è un asteroide della fascia principale. Scoperto nel 2004, presenta un'orbita caratterizzata da un semiasse maggiore pari a 2,5786867 UA e da un'eccentricità di 0,2611098, inclinata di 12,63197° rispetto all'eclittica.